# Cochliopalpus boranus
Cochliopalpus boranus är en skalbaggsart som beskrevs av Müller 1938. Cochliopalpus boranus ingår i släktet Cochliopalpus och familjen långhorningar. Inga underarter finns listade i Catalogue of Life.